# Heinkel He 50
Die Heinkel He 50 (HD 50) war ein einmotoriges Marine-Aufklärungs- und -Sturzkampfflugzeug der Ernst Heinkel Flugzeugwerke.

## Technische Beschreibung
Die He 50 war ein zweisitziger Doppeldecker mit verspannten Tragflächen. Die Tragflächen waren teilweise mit Leichtmetall verkleidet, sonst mit Stoff bespannt. Der Rumpf bestand aus geschweißten Stahlrohren; der vordere Teil bis zu den beiden Sitzen war mit Leichtmetall verkleidet, der restliche Teil mit Stoff bespannt. Sie konnte mit Doppelschwimmern oder einem Fahrwerk mit festem Sporn ausgerüstet werden.

## Geschichte
Die ersten im Auftrag der Marine hergestellten Prototypen waren noch mit Junkers-L-5-Motoren ausgestattet, die sich jedoch als zu schwach erwiesen. Die He 50 wurde daraufhin mit einem luftgekühlten Siemens-„Jupiter“-Motor ausgestattet. Der Serienbau erfolgte 1935 bei Heinkel (insgesamt 60 He 50), im Jahre 1936 dann bei den Bayerischen Flugzeugwerken (15 Flugzeuge) und Focke-Wulf (18 Flugzeuge).
Noch während der Erprobung begann die Serienfertigung. Ein als He 66 bezeichnetes Exemplar wurde im Dezember 1933 an Japan geliefert und nach Einbau eines einheimischen Motors als Aichi D1A in Serie gebaut. Mindestens 24 Stück der Exportausführung He 66 wurden 1934 und 1935 für China hergestellt. Im Rahmen der Erprobung kam eine He 50 in der Legion Condor zum Einsatz.
Die Maschinen wurden als sturzflugfähige Schulmaschinen und für Versuche als mögliche Trägerflugzeuge für die Graf Zeppelin eingesetzt. 36 Stück wurden 1936 dem im Aufbau befindlichen Sturzkampfgeschwader 162 als Erstausstattung zugewiesen.
Im ersten Halbjahr 1939 fanden in Travemünde umfangreiche Bremslandeversuche für den Trägerbetrieb statt. Ein Einsatz fand nicht statt, es blieb bei den umfangreichen Versuchen. Die im Seefliegerhorst Pillau abgestellten 37 für den Trägerflugbetrieb modifizierten He 50 T1 waren für die Verschrottung vorgesehen. Stattdessen wurden diese am 2. April 1943 als Erstausstattung der „Staffel Buschmann“ von der NSGr 11 zugewiesen. Der Einsatz erfolgte im Nordabschnitt der Ostfront, die He 50 wurden von estnischen Freiwilligen geflogen.

## Technische Daten

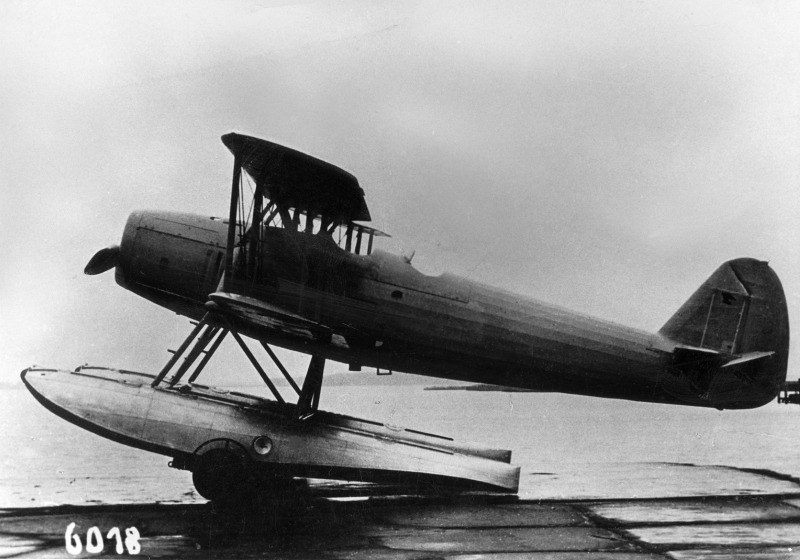
Prototyp He 50a mit L-5-Motor und Schwimmwerk

| Kenngröße             | He 50a (Prototyp Schwimmerversion) | He 50a (V-1, Prototyp Radversion) | He 50 A-2                                                                |
| --------------------- | ---------------------------------- | --------------------------------- | ------------------------------------------------------------------------ |
| Baujahr               | 1931                               | 1932                              | 1933                                                                     |
| Besatzung             | 2                                  | 2                                 | 2                                                                        |
| Länge                 | 10,02 m                            | 9,60 m                            | 9,60 m                                                                   |
| Spannweite            | 11,50 m                            | 11,50 m                           | 11,50 m                                                                  |
| Höhe                  | 4,5 m                              | 4,13 m                            | 4,06 m                                                                   |
| Flügelfläche          | 34,80 m²                           | 34,80 m²                          | 34,80 m²                                                                 |
| Rüstmasse             | 1760 kg                            | 1535 kg                           | 1600 kg                                                                  |
| Startmasse            | 2210 kg                            | 2335 kg                           | 2620 kg                                                                  |
| Höchstgeschwindigkeit | 185 km/h in Bodennähe              | 246 km/h in 1000 m Höhe           | 230 km/h in Bodennähe                                                    |
| Marschgeschwindigkeit | 170 km/h                           | 220 km/h                          | 190 km/h in 800 m Höhe                                                   |
| Landegeschwindigkeit  |                                    | 82 km/h                           | 95 km/h                                                                  |
| Steigzeit             |                                    |                                   | 3,0 min auf 1000 m Höhe 6,5 min auf 2000 m Höhe 16,0 min auf 4000 m Höhe |
| Dienstgipfelhöhe      |                                    | 5400 m                            | 6400 m                                                                   |
| Reichweite            |                                    | 650 km                            | 650 km                                                                   |
| Triebwerk             | 1 × Junkers L 5G                   | 1 × Siemens „Jupiter VI 5,3“      | 1 × Siemens & Halske SAM 322B                                            |
| Startleistung         | 380 PS (279 kW)                    | 490 PS (360 kW)                   | 600 PS (441 kW)                                                          |